# Nišavski okrug
| Нишавски округ Nišavski Okrug | Нишавски округ Nišavski Okrug |
|                               |                               |
| ----------------------------- | ----------------------------- |
| Staat:                        | Serbien                       |
| Fläche:                       | 2.729 km²                     |
| Einwohner:                    | 382.461 (2002)                |
| Hauptstadt:                   | Niš                           |

Nišavski okrug (serbisch-kyrillisch Нишавски округ) ist ein Verwaltungsbezirk in der östlichen Hälfte des serbischen Kernlands. Nišavsk ist nach dem südlichen Teil des Batschka, Okrug Južna Bačka der größte Verwaltungsbezirk in Serbien.
Er besteht aus folgenden Gemeinden (opštine):
- Opština Aleksinac
- Opština Svrljig
- Opština Merošina
- Opština Ražanj
- Opština Niš
- Opština Doljevac
- Opština Gadžin Han

Der Bezirk hat laut der Volkszählung 2002 eine Einwohnerzahl von 382.461. Der Hauptverwaltungssitz ist die Stadt Niš.
In der Umgebung von Niš befindet sich auch ein in dieser Form einzigartiges Monument, der Schädelturm Ćele Kula. Er wurde von den Osmanen aus den Knochen und Schädeln der gegnerischen Krieger errichtet, die bei der Schlacht von Čegar 1809 gefallen waren.
Die wirtschaftlichen Schwerpunkte der Region bilden die Elektroindustrie Niš, der Maschinenbau, Tabakfabriken und das Textilunternehmen „Niteks“.